# Suzy Menkes
Suzy Menkes va nàixer al Regne Unit i el 1960, amb 17 anys, se'n va anar a París a l'escola Esmod, on veient la seva primera desfilada de costura, de Nina Ricci va ser quan li va sorgir l'interès per la moda. A més a més de treballar de periodista, va escriure llibres al mateix temps. La seva particularitat és el seu pentinat. Viu a París i està casada, amb tres fills i tres netes, i se li ha concedit la Legió d'Honor francesa i l'Orde de l'Imperi Britànic.